# Yenipazar
Yenipazar est une ville et un petit district de la province d'Aydın dans la région égéenne en Turquie.